# Jefferson Township (comté de Johnson, Iowa)
Jefferson Township est un township du comté de Jefferson en Iowa, aux États-Unis,.
Il est fondé en 1854.

## Source de la traduction
- (en) Cet article est partiellement ou en totalité issu de l’article de Wikipédia en anglais intitulé « Jefferson Township, Johnson County, Iowa » (voir la liste des auteurs).